# Таране Джаванбахт
Таране Джаванбахт (перс. ترانه جوانبخت, нар. 12 травня 1974) — іранська вчена, ерудитка.

## Раннє життя та освіта
Таране Джаванбахт Самані народилася в Тегерані в 1974 році й виросла там. У 1996 році закінчила Університет Шахіда Бехешті зі ступенем хімії. У 2002 році здобула перший ступінь доктора філософії з фізичної хімії в Університеті П'єра і Марії Кюрі. Переїхала до Університету Монреаля, щоб продовжити роботу в докторантурі. Перебуваючи в Канаді, Джаванбахт здобула додаткові кваліфікації магістра в Université du Québec à Montréal: молекулярну біологію у 2011 році і вивчення логіки на кафедрі філософії у 2016 році.

## Дослідження
Джаванбахт — науковиця, інженерка і хімікиня, що працює, зокрема, з наночастинками. Вона також поетеса, активістка та філософська дослідниця.

### Дослідження наночастинок
Джаванбахт працювала над різними проєктами, досліджуючи властивості гідрогелів, каталізаторів і використовуючи сканувальну мікроскопію та інші методи. Дослідницькі роботи включають:
- Пов'язані фізико-хімічні, реологічні та діелектричні властивості нанокомпозитів суперпарамагнітних наночастинок оксиду заліза з поліетиленгліколем[8]
- Фізико-хімічні властивості нанокристалів целюлози, оброблених фотоіндукованим хімічним осадженням з пари (PICVD)[9]
- Фізико-хімічні властивості мікроелектродних масивів з пептидним покриттям та їх вплив in vitro на клітини нейробластів[10]
- Зв'язок поверхневих властивостей суперпарамагнітних наночастинок оксиду заліза (SPION) з їх бактерицидною дією на біоплівку Streptococcus mutans[11]
- Вплив заряду суперпарамагнітних наночастинок оксиду заліза на функціоналізацію їх поверхні шляхом фотоініційованого хімічного осадження з пари[12]
- Твердотілий синтез інкапсульованих наночастинок карбіду заліза та їх взаємодія з живими клітинами[13]

### Філософія
Джаванбахт цікавиться гносеологією та естетикою. Вона запропонувала нову теоретичну базу — нетизм. Також працювала над етикою Руссо та Вольтера.

### Поезія та живопис
Опублікувала дев'ять томів поезії з видавцями, такими як Арвін і Новін Паджхухеш в Ірані. Її перший том називався «Іранські пісні сімома мовами», для нього вона написала вірші перською, турецькою, арабською, англійською, французькою, німецькою та російською мовами. Її поезії публікувалися в кількох журналах. Роботи Джаванбахт є важливою частиною її практики та виставлялися в Канаді. Акрилові та масляні картини Таране Джаванбахт та її глиняні скульптури виконані в різних стилях, таких як реалізм, сюрреалізм та абстрактне мистецтво. Вона складає музику для фортепіано та гітари. Її музична книга під назвою «Ешге Ширін» містить класичну музику та сучасну музику. Її п'єси та сценарії можна знайти у книзі під назвою «Марафон», щоб сила завтрашнього дня.

### Активізм
Джаванбахт багато писала про права жінок і людини, особливо звертаючись до Близького Сходу. Вона є прихильницею ідеї про те, що жінки повинні прийняти поліматизм, щоб просунути боротьбу за права жінок, зокрема вміти думати та працювати кількома мовами. Виступила на підтримку Шірін Ебаді як потенційної президентки Ірану у 2009 році. Також пише про права людини в Ірані й вважає, що культурне та інтелектуальне зростання сприяє розвитку співчуття та розуміння людства.

## Книги
- Піраміда
- Міраж

## Премії
- 2008 Фар Премія, Монреаль.
- 2003 Поезія Премія, Нью-Йорк.
- 1999 AFFDU Премія, Париж.